# Way Napal
Way Napal is een bestuurslaag in het regentschap Lampung Barat van de provincie Lampung, Indonesië. Way Napal telt 903 inwoners (volkstelling 2010).